# Боечко, Василий Васильевич
Василий Васильевич Боечко (укр. Василь Васильович Боєчко; род. 4 января 1975, Семаковцы, Ивано-Франковская область) — капитан Вооружённых сил Украины, участник российско-украинской войны, Герой Украины (2022).

## Биография
Василий Васильевич Боечко родился 4 января 1975 года в селе Семаковцы Ивано-Франковской области. После школы поступил в Черновицкий национальный университет на исторический факультет.
Работал учителем истории, позже — старшим инспектором дорожно-патрульной службы районного отделения МВД Украины.
Летом 2015 года прошёл курсы переподготовки в Национальной академии сухопутных войск имени гетьмана Петра Сагайдачного, после чего начал военную службу. Командовал батареей реактивной артиллерии в войне на Донбассе.
Руководил артиллерийским подразделением 128-й горно-штурмовой бригады во время обороны Киевской области от российского вторжения в 2022 году.
По информации украинских СМИ, ночью 27 февраля 2022 года его подразделение разместилось в Новых Петровцах. В течение 17 дней подразделение под командованием Боечка выполнило более 50 задач. По словам Боечко, в 27 февраля его подразделение уничтожило дамбу ГЭС, что помешало продвижению российских войск к Киеву со стороны Демидова из-за затопления местности.
За оборону Киева от российского контрнаступления со стороны села Мощун Боечко было присвоено звание Героя Украины с орденом «Золотая Звезда».

## Награды
- Звание «Герой Украины» с присвоением ордена «Золотая Звезда» (2022) — за личное мужество и героизм, проявленные в защите государственного суверенитета и территориальной целостности Украины, верность военной присяге.